# Kulim
Kulim – miasto i dystrykt w Malezji, w stanie Kedah. W 2007 roku zamieszkiwało je ok. 150 tys. ludzi
W Kulim znajduje się jedna z największych stref przemysłowych w Malezji. Jest w niej m.in. fabryki firm Intel oraz Infineon. Strefa posiada swoje osiedle willowe, szkołę oraz pole golfowe.
Od 1990 do 1995 miasto było znane z dużej ilości pól ryżowych. Obecnie pozostało ich tylko kilka.
Nazwa miasta pochodzi od drzewa, które znajduje się w mieście. Naukowcy nazwali to drzewo Scorodocarpus borneensis (rodzina Olacaceae).